# Habrophorula nubilipennis
Habrophorula nubilipennis là một loài Hymenoptera trong họ Apidae. Loài này được Cockerell mô tả khoa học năm 1930.